# Minha Mãe É uma Peça 2
Minha Mãe é uma Peça 2 é um filme de comédia brasileiro de 2016, dirigido por César Rodrigues, roteirizado por Paulo Gustavo e Fil Braz, produzido por Iafa Britz. É uma sequência do filme Minha Mãe É uma Peça de 2013, que por sua vez é uma adaptação cinematográfica da peça de teatro homônima. Traz no elenco Paulo Gustavo, Mariana Xavier, Rodrigo Pandolfo, Herson Capri, Alexandra Richter, Samantha Schmütz, Suely Franco e Patrícya Travassos. 
Foi produzido em parceria com Midgal Filmes, Downtown Filmes, Universal Pictures, Paramount Pictures e Globo Filmes e com distribuição da Downtown e Paris Filmes. Lançado em 22 de dezembro de 2016, o filme foi um sucesso de bilheteria arrecadando aproximadamente R$ 124 milhões em solo nacional, tendo custado apenas R$ 8 milhões, além de alcançar 1 milhão de telespectadores em seu final de semana de estreia. Até o momento (2020), é o quarto filme mais assistido da história do cinema brasileiro com 8 milhões de telespectadores, ficando atrás apenas de Tropa de Elite 2, Os Dez Mandamentos e Nada a Perder, e retém a maior bilheteria de um filme brasileiro de todos os tempos.

## Sinopse
Dona Hermínia (Paulo Gustavo) está de volta, desta vez rica e famosa, pois passou a apresentar um bem-sucedido programa de TV sobre família. Porém, a mãe super protetora vai ter que lidar com o ninho vazio, afinal Juliano (Rodrigo Pandolfo) e Marcelina (Mariana Xavier) resolvem criar asas e sair de casa para irem morar em São Paulo. Juliano vai se casar e Marcelina quer ser atriz. Pra piorar, Garib (Bruno Bebianno), o primogênito, chega com o neto Pedrinho, a amada Tia Zélia (Suely Franco) está sofrendo de mal de Alzheimer e o ex,Carlos Alberto (Herson Capri) está tentando se reaproximar. Dona Hermínia também vai receber uma longa visitinha da irmã Lúcia Helena (Patricya Travassos), a ovelha negra da família, que vivia há anos em Nova York e agora decidiu voltar para o Brasil.

## Elenco
| Intérprete         | Personagem              |
| ------------------ | ----------------------- |
| Paulo Gustavo      | Dona Hermínia Amaral    |
| Mariana Xavier     | Marcelina Amaral Vieira |
| Rodrigo Pandolfo   | Juliano Amaral Vieira   |
| Herson Capri       | Carlos Alberto Vieira   |
| Alexandra Richter  | Iesa Amaral Leite       |
| Patrycia Travassos | Lúcia Helena Amaral     |
| Samantha Schmütz   | Valdéia                 |
| Bruno Bebianno     | Garib Amaral Vieira     |
| Davi Goulart       | Pedro "Pedrinho"        |
| Malu Valle         | Dona Lourdes            |
| Ilva Niño          | Zezé                    |
| Rhaisa Batista     | Cecília                 |
| Cláudio Mendes     | Seu Martins             |
| Sérgio Stern       | Síndico                 |
| Carla Prata        | Garota de programa      |
| Nikolas Antunes    | Instrutor da academia   |
| Eduardo Semerjian  | César                   |
| Marcelo Szpektor   | Advogado-chefe          |
| Jorge Lucas        | Médico                  |
| Marcelo Ferrari    | João / Miguel           |
| Letícia Cannavale  | Aeromoça                |
| Saulo Segreto      | Peter Pan               |
| Bia Guedes         | Assistente              |
| Andy Gercker       | Maquiador               |
| Marco Miranda      | Motorista               |
| Cleber Salgado     | Rafael                  |

Participação especial
| Ator/Atriz       | Personagem       |
| ---------------- | ---------------- |
| Suely Franco     | Tia Zélia Amaral |
| Fátima Bernardes | Ela mesma        |
| Thales Bretas    | Ele mesmo        |

## Produção

### Antecedentes
Após o sucesso do primeiro filme, que superou a marca de quatro milhões de espectadores, Dona Hermínia (Paulo Gustavo) e companhia voltam aos cinemas de todo o Brasil em pouco mais de um ano. Em 4 de janeiro de 2016, Paulo Gustavo postou em suas redes sociais "Ano que vem tem 'Minha mãe é uma peça- O filme 2' hein gente ! Rodamos em abril !!".

### Filmagens
Com as filmagens começadas em 3 de abril de 2016 no Rio de Janeiro, a continuação é dirigida por César Rodrigues, e conta com o retorno dos atores do primeiro filme como Herson Capri, Rodrigo Pandolfo e Mariana Xavier. Uma das novidades da produção seria a participação da atriz Luana Piovani, como a nova namorada de Carlos Alberto (Herson Capri).Também terá uma nova personagem da trama que é Lúcia Helena (Patrícya Travassos), irmã de dona Hermínia que foi morar nos Estados Unidos e volta para visitar a família.

## Recepção

### Crítica
Escrevendo sua crítica de cinema para o CinePOP, Pablo R. Bazarello disse que "o que surpreende na sequência é a atenção dada na medida certa ao tom dramático que cerca a subtrama da tia Zélia, cada vez mais senil e exigindo cuidados especiais. Em tais trechos, o diretor César Rodrigues (...) acerta o sentimento, sem ser piegas ou sentimentalista..."
Do Ccine10, Juca Claudino: "'Minha Mãe É uma Peça 2' acaba sendo um tanto entediante em alguns momentos de mais sentimentalidade (...). Tais fatos acabam por afastar nosso interesse pelo longa, efeito que é reduzido graças aos momentos de traquinagem de Dona Hermínia."
Preview, Suzana Uchôa Itiberê: "A dinâmica de gritarias, esculachos e piadas (muito) politicamente incorretas volta a funcionar, embora 'Minha Mãe 2' não passe de uma sequência de vinhetas."
Do Observatório do Cinema, Giovanni Rizzo foi menos elogioso em seu comentário: "Assim como seu antecessor, o filme é extremamente televisivo, numa direção que consiste em planos próximos, com poucos movimentos aliado a uma edição que parece um eterno ping pong entre campo e contracampo, entre a fala e sua resposta."

### Bilheteria
O filme alcançou 1 milhão de espectadores, apenas em seu primeiro final de semana de estreia. Segundo o ator, Paulo Gustavo, cerca de 500 mil pessoas assistiram ao filme só na segunda-feira, dia 26. Já na segunda semana em cartaz, o filme bateu 3,27 milhões de espectadores nos cinemas. (O primeiro filme alcançou 4,5 milhões de espectadores, durante toda a exibição nos cinemas). Em 17 de janeiro de 2017, o próprio Paulo Gustavo divulgou em sua rede social que o filme já chegava a 6 milhões de espectadores. No dia 30 de janeiro de 2017 foi divulgado dados da comScore que já indicava que o filme bateu a marca de 8 milhões de espectadores, alcançando a terceira posição no ranking de filmes mais assistidos da história do cinema brasileiro, perdendo apenas para Tropa de Elite 2: O Inimigo Agora É Outro (2010) e Os Dez Mandamentos (2016). Atualmente "Minha Mãe é Uma Peça 2" já levou aos cinemas mais de 9 milhões de espectadores. É o filme brasileiro de maior renda na bilheteria, com 124 milhões reais contra um orçamento de 8 milhões.

## Prêmios e Indicações

### Prêmios
Grande Prêmio do Cinema Brasileiro
- Melhor Roteiro Adaptado: 2017

### Indicações
Grande Prêmio do Cinema Brasileiro
- Melhor Comédia: 2017